# Miloška Venera
Miloška Afrodita (grško Αφροδίτη της Μήλου, Aphroditi tis Milou), bolj znana kot Miloška Venera, je antični grški kip in eno najbolj znanih del antičnega grškega kiparstva. Ustvarjen je bil med letoma 130 in 100 pred našim štetjem in naj bi prikazoval Afrodito, grško boginjo ljubezni in lepote (rimska Venera). Je marmornat kip, nekoliko večji od naravne velikosti, visok 203 cm. Del roke in prvotni podstavek sta bila izgubljena. Glede na napis na podstavku naj bi bil kip delo Aleksandra iz Antiohije. Prej je bil napačno pripisan kiparju Praksitelu. Zdaj je na ogled v Louvru v Parizu. Kip je bil odkrit na grškem otoku Milosu.

## Odkritje in zgodovina
Miloško Afrodito je 8. aprila 1820 odkril kmet po imenu Jorgos Kentrotas v pokopni niši v starodavnih mestnih ruševinah Milosa, sedanje vasice Tripiti, na otoku Milos (tudi Melos ali Milo) v Egejskem morju, ki je bil takrat del osmanskega cesarstva.  Nekateri odkritje pripisujejo Yorgosu Bottonisu in njegovemu sinu Antoniu.  Carus je za kraj odkritja določil "ruševine starodavnega gledališča v bližini Castra, glavnega mesta na otoku" in dodal, da sta Bottonis in njegov sin "februarja 1820 slučajno odkrila majhno podzemno jamo, skrbno prekrito in prikrito s težko ploščo, v kateri je bil v dveh delih lep marmorni kip skupaj z več drugimi marmornimi delci". Te trditve temeljijo na članku, objavljenem v Century Magazine, 1881, zvezek I, str. 99.
Ne glede na to je jasno, da so kip našli v dveh velikih delih (zgornji del trupa in spodnje draperirane noge) z več hermami (doprsni kip s podstavkom), drobci zgornje leve roke in leva roka, ki drži jabolko in podstavek z napisom. Olivier Voutier, francoski pomorski častnik, je raziskoval otok. S pomočjo mladega kmeta je Voutier začel kopati okoli očitno starodavnih ruševin. V nekaj urah je odkril Miloško Venero. Deset dni kasneje je drugi francoski pomorski častnik Jules Dumont d'Urville ugotovil, da je kip zelo pomemben in s pomočjo francoskega veleposlanika v Turčiji, markiza Charleas-Françoisa de Riffardeauja, kasneje vojvoda Rivière, uredil vse za nakup.
12 dni proč od Toulona je bila ladja z otoka Melos zasidrana. Ashore, d'Urville in častnik Matterer so se srečali z grškim kmetom po imenu Moraitis, ki je nekaj dni prej med oranjem svojih polj odkril marmorne bloke in kip v dveh delih, ki jih je poceni prodal dvema mladeničema. Marmorni podstavek, na katerem je Miloška Venera prvotno stala, je danes v lasti njegovega prapranečaka Dimitrija Moraitisa. To je kip gole ženske z jabolkom v dvignjeni levi roki, desna roka drži zavito krilo, ki pada z bokov na noge, obe roki sta poškodovani in ločeni od telesa. Tudi z zlomljenim nosom je bil obraz lep. D'Urville, klasik, je prepoznal Venero s slike Parisova sodba. To je bila Miloška Venera. Želel jo je dobiti, toda njegov poveljnik, ki ga niso zanimale starine, je rekel, da je na ladji ni prostora, zato je transakcija zastala. Vztrajni d'Urville je ob prihodu v Konstantinopel pokazal skice, ki jih je naredil, francoskemu veleposlaniku markizu de Rivièrju. Svojega tajnika je poslal z ladjo francoske mornarice, da bi kupil kip za Francijo. Preden ga je prevzel, so se francoski mornarji borili z grškimi razbojniki. Med prerivanjem so kip grobo vlekli čez skale na ladjo, razbili roki, a mornarji niso hoteli nazaj, da bi ju poiskali. 
Toda pokazalo se je, da je zgodba prirejena, Voutierjeve risbe kipa, ko je bil prvič odkrit, kažejo, da sta roki že takrat manjkali (Curtis, 2003).
Precej dolgo je trajalo, da so novice o odkritju prišle do francoskega veleposlanika. Kmet se je naveličal čakati na plačilo in je bil prisiljen kip prodati Nicholasu Mourousiju, prevajalcu sultana Mahmuda II. v Konstantinoplu (danes Carigrad, Turčija). Predstavnik francoskega veleposlanika Hermes de Marcellus je prišel ravno takrat, ko so kip nalagali na ladjo, namenjeno v Konstantinopel. Prevzel je kip in prepričal vodjo otoka, naj razveljavi prodajo.
Ob prihodu v Louvre je bil kip ponovno sestavljen, delcev leve roke in manjkajoče roke sprva niso nadomestili, predvideli so poznejšo obnovo. Zdaj se strinjajo, da sta leva dlan, ki drži jabolko, in leva roka dejansko izvirni del kipa, vendar nista bili tako dobro dokončani kot preostali kip. To je bilo običajno za mnoge kiparje tiste dobe, manj vidni deli kipa pogosto niso bili tako dobro končani, saj so običajno nevidni za priložnostnega opazovalca. Skulpture in kipi iz tega obdobja so bili navadno izklesani iz več blokov kamna in skrbno sestavljeni. Ugotovljeno je bilo, da je Miloška Venera izklesana iz najmanj šestih ali sedmih blokov paroškega marmorja: en blok za goli torzo, drug za draperirane noge, po en za vsako roko, majhen blok za desno nogo, blok za podnožje z napisom in ločeno izklesana herma, ki je stala ob kipu.
Prvotno je bilo ugotovljeno, da je podstavek odlično deloval kot del kipa, po napisu pa je bil preveden in datiran, saj so osramočeni strokovnjaki, ki so kip pripisali umetniku Praksitelu, zavrnili podstavek kot kasnejši dodatek. Napisano je: "... (Aleks)ander, sin Menedisa, državljan Antiohije na Maeandru, je to naredil (kip) ..." Vpisano besedilo na podstavku prestavlja kip iz klasičnega v helenistično obdobje zaradi sloga pisave in ker starodavnega mesta Antiohije na Maeandru v zgodnjem 4. stoletju pred našim štetjem, ko je živel Praksitel, ni bilo. Helenistično obdobje se je takrat štelo kot obdobje upada grške umetnosti. Kakovost izdelave klesanja ne ustreza helenističnemu obdobju. Podstavek je kmalu skrivnostno izginil, preden je bil kip predstavljen kralju  Ludviku XVIII. leta 1821 in dokaz o tem sta samo v dveh risbah in zgodnjem opisu. Kralj je končno predstavil kip muzeju Louvre v Parizu.
Leta 1871 je bilo med pariške komuno veliko javnih stavb požganih. Kip Miloške Venere so odpeljali iz Louvra v hrastovem zabojniku in ga skrili v kleti prefekture policije. Čeprav je bila prefektura požgana, je kip ostal nepoškodovan. 
Leta 1920 je kipar Robert Ingersoll Aitken razburil javnost, ko je v muzeju kritiziral prikaz, osvetlitev in postavitev kipa Miloške Venere. 
Jeseni 1939 je bila Venera pripravljena za odstranitev iz Louvra, ker so pričakovali izbruh vojne. Tovornjaki  Francoskega gledališča so prevažali mojstrovine iz Louvra na varnejše kraje na podeželju.  Med drugo svetovno vojno je bil kip varno zaščiten v gradu Château de Valençay skupaj s Samotraško Nike in Michelangelovim Umirajočim sužnjem. 
Velik sloves Miloške Venere v 19. stoletju ni bil le posledica njene priznane lepote. Za to so bila zaslužna velika propagandna prizadevanja francoskih oblasti. Leta 1815 je Francija vrnila Medičejsko Venero Italijanom, potem ko jo je zaplenil Napoleon Bonaparte. Medičejska Venera, ki velja za eno najlepših klasičnih skulptur, je povzročila, da je Francija razglašala Miloško Venero za večji zaklad, kot je Medičejska Venera, ki so jo izgubili. Kip so mnogi umetniki in kritiki hvalili kot vrhunec ženske lepote. Pierre-Auguste Renoir je bil med njegovimi nasprotniki in ga imenoval "veliki žandar". 

## Vpliv
Kip je močno vplival na mojstre sodobne umetnosti. Eden najboljših primerov je Miloška Venera s predali Salvadorja Dalija.
Kip je bil prej del grba Ameriškega združenja plastičnih kirurgov (ASPS), enega najstarejših združenj plastičnih kirurgov na svetu. 
Februarja 2010 je nemška revija Focus predstavila prirejeno podobo te Venere, ki je Evropi kazala sredinski prst, kar je povzročilo tožbo proti novinarjem in objavi. Grško sodišče je ugotovilo, da niso krivi.
Kraja kipa je v središču vohunskega filma iz leta 1966 Zadnji skrivni agent? (The Last of the Secret Agents?), v katerem igrata Marty Allen in Steve Rossi.
Venera je opisana v petem verzu pesmi Chucka Berryja Brown Eyed Handsome Man.